# Arthur Schleede
Arthur Schleede (* 19. Juni 1892 in Berlin; † 18. September 1977) war ein deutscher Chemiker.
Schleede studierte in Berlin. 1920 erfolgte die Promotion zum Dr. phil. in Chemie an der Universität zu Berlin, 1925 folgte dort die Habilitation für Chemie. 1925 bis 1930 war er Privatdozent und Oberassistent an der Universität Greifswald, 1930 bis 1935 ao. Professor für Anorganische Chemie an der Universität Leipzig, 1935 bis 1945 für Anorganische Chemie an der Technischen Hochschule Berlin. 1954 bis zur Emeritierung 1957 lehrte er wieder dort als ordentlicher Professor. Bis 1961 hielt er Vorlesungen. 
Schleede war Mitglied der Deutschen Bunsen-Gesellschaft und Gesellschaft Deutscher Chemiker. Er war seit 1933 Mitglied der NSDAP und unterzeichnete das Bekenntnis der Professoren an den deutschen Universitäten und Hochschulen zu Adolf Hitler.

## Schriften
- (mit Fritz Wrede) Chemische und physiologisch-chemische Übungen für Mediziner, Berlin 1927.
- Röntgenspektroskopie und Kristallstrukturanalyse, 2 Bde., 1929.